# Agrilus albomaculifer
Agrilus albomaculifer é uma espécie de inseto do género Agrilus, família Buprestidae, ordem Coleoptera.
Foi descrita cientificamente por Saunders, 1870.